# Bernard Blier
Bernard Blier (Buenos Aires, 11 de janeiro de 1916 — Saint-Cloude, França, 29 de março de 1989), foi um ator francês.

## Biografia
Pai do diretor Bertrand Blier, ele começou a carreira em 1937, e trabalhou muito no cinema francês e também no italiano, totalizando mais de 120 filmes em 51 anos de carreira. Durante a Segunda Guerra Mundial ele chegou a ser preso pelos alemães, mas conseguiu se esconder e depois fugir para Paris.

## Filmografia
Seleção
- Le Jour se lève (1939)
- Quai des Orfèvres (1947)
- Dédée d'Anvers (1948)
- Les Misérables (1958)
- Les Tontons flingueurs - (1963)
- Alta infedeltà - 1964
- The Stranger (1967)
- My Uncle Benjamin (1969)
- Le Distrait (1970)
- Le grand blond avec une chaussure noire (1972).
- Je sais rien, mais je dirai tout (1973)
- Le Retour du grand blond (1974)
- Buffet froid (1979)